# 홍순목 (희극인)
홍순목(1984년 5월 18일 ~ )은 대한민국의 희극 배우 및 연극 배우이다.

## 이력
대전 출신인 그는 2003년 연극배우 첫 데뷔하였고 2006년 한국방송 21기 공채 개그맨으로 정식 데뷔하였다. 별명은 비운의 개그맨이다.

## 출연작

### TV 프로그램
- KBS2 《개그사냥》
- KBS2 《개그콘서트》

〈매직퍼포먼스〉
〈누렁이〉
〈생활 교향곡〉
〈써클스〉
〈엑스트라 1〉
〈호랭이 언니들〉
〈주부9단〉
〈건달의 조건〉
〈위캔척〉
〈살아있네〉
〈황해〉
〈두근두근〉
〈미안해요 형〉
〈예뻐! 예뻐?〉
〈서툰 사람들〉
- KBS2 《폭소클럽》

〈세계는 지금〉

### 영화
- 범죄도시5 - 홍강 역 (첫 천만영화)

### 연극
- 2010년 《소심한 가족》
- 2010년 《나비 빤스》

### 드라마
- 2020년 KBS2 《좀비탐정》 - 영화 부산행 패러디 부산급행 영화배우 역 (특별출연)